# Andante spianato e Grande Polacca brillante
L'Andante spianato e Grande Polacca brillante è una composizione di Fryderyk Chopin scritta fra il 1830 e il 1835. L'Andante è per pianoforte solo, mentre la Polacca prevede l'accompagnamento dell'orchestra.

## Storia
Questa composizione è stata scritta in due riprese, a distanza di circa cinque anni. Chopin scrisse la Grande Polacca fra il 10 settembre e il 25 ottobre 1830 ed è la più virtuosistica fra quelle giovanili, ideate quando il musicista si trovava ancora in Polonia.
La parte iniziale, Andante spianato, fu invece composta più tardi, nel 1835 e fu pensata in un primo tempo come un notturno per il suo tono lirico e romantico, poi però Il musicista ritenne di poterla utilizzare come introduzione alla Polacca brillante scritta in precedenza. La composizione così finita venne eseguita in pubblico il 26 aprile 1835 in un concerto per beneficenza alla Salle de Concert del Conservatoire Nationale de Musique con lo stesso Chopin al pianoforte e la direzione di François-Antoine Habeneck, considerato all'epoca il più importante direttore d'orchestra. L'opera venne pubblicata l'anno seguente con il titolo Grande Polonaise brillante, précédée d'un Andante spianato.

## Struttura e analisi
- Andante spianato. Tranquillo (Sol maggiore)
- Grande Polacca brillante. Allegro molto. Meno mosso (Mi bemolle maggiore)

Secondo alcuni critici i due brani non hanno alcun legame e male si adattano a essere suonati come un'unica composizione; è invece proprio questo contrasto così marcato a creare un nesso fra le due parti, anche se è evidente che non sono stati abbinati per una sorta di coerenza di stile, ma per unire, prima volta nella musica di Chopin, due danze nazionali della sua terra, la Polacca e la Mazurka, quest'ultima presente nella parte centrale dell'Andante.
L'Andante spianato prende la denominazione dalla terminologia del belcanto italiano che indicava un canto tranquillo, senza passionalità o animazione, semplice, in contrasto con uno più colorito e ricco di contrasti. Chopin però usò questo termine non tanto ispirandosi alla lirica italiana, quanto a una composizione di Niccolò Paganini che ebbe occasione di ascoltare a un concerto del 1829, Cantabile spianato e Polacca, dal terzo concerto per violino. Il brano si può annoverare fra i capolavori del musicista polacco, è un'opera "di una grande profondità espressiva, di un perfetto equilibrio strutturale". Diviso in tre parti, inizia in tempo di 6/8 presentando un'atmosfera sognante e dalla grande cantabilità; la parte centrale, in tempo di mazurka, contrasta con la precedente, ma solo parzialmente, è anch'essa pacata e melodiosa e va suonata con grande semplicità tutta senza pedale come da partitura. La melodia, sommessa, sembra a tratti incespicare eseguita con quel morbido tentennamento tipico del pianismo chopiniano che è il rubato. La terza parte non è una vera e propria ripresa dell'inizio, ma solo una ripetizione di quattordici battute che la portano, con una breve coda, a conclusione.
La Grande polacca brillante è introdotta per sole sedici battute dall'orchestra che, comunque, ha una funzione marginale per tutta la durata del brano, al punto che la composizione viene spesso eseguita per pianoforte solo. Il brano risveglia l'ascoltatore da quell'atmosfera un po' onirica e pacata dell'Andante per portarlo in un mondo di colori accesi e intensità ritmica; è una composizione profondamente polacca nello spirito e riflette più la vitalità giovanile e l'aspetto sentimentale della generazione del musicista che l'aspetto un po' marziale e austero legato alla danza nazionale. La Polacca unisce la verve e la piacevolezza con l'eleganza; anche se scritta da Chopin a soli vent'anni è già la composizione di un autore ben sicuro dei propri mezzi e che riesce a esprimere il meglio di sé.
L'Andante spianato e la Grande Polacca brillante segnano l'abbandono da parte di Chopin delle opere di puro virtuosismo, così come la prima esecuzione della composizione denota l'addio dell'autore ai grandi concerti come pianista; da allora in poi si dedicherà infatti a esecuzione per ambienti più riservati e salottieri, mentre il suo stile entrerà nella fase della piena maturità.

## Organico
- Andante spianato: pianoforte
- Grande polacca brillante: Pianoforte solista, due flauti, due oboi, due clarinetti, due fagotti, due corni, tromba, timpani, archi.